# Dhollandia

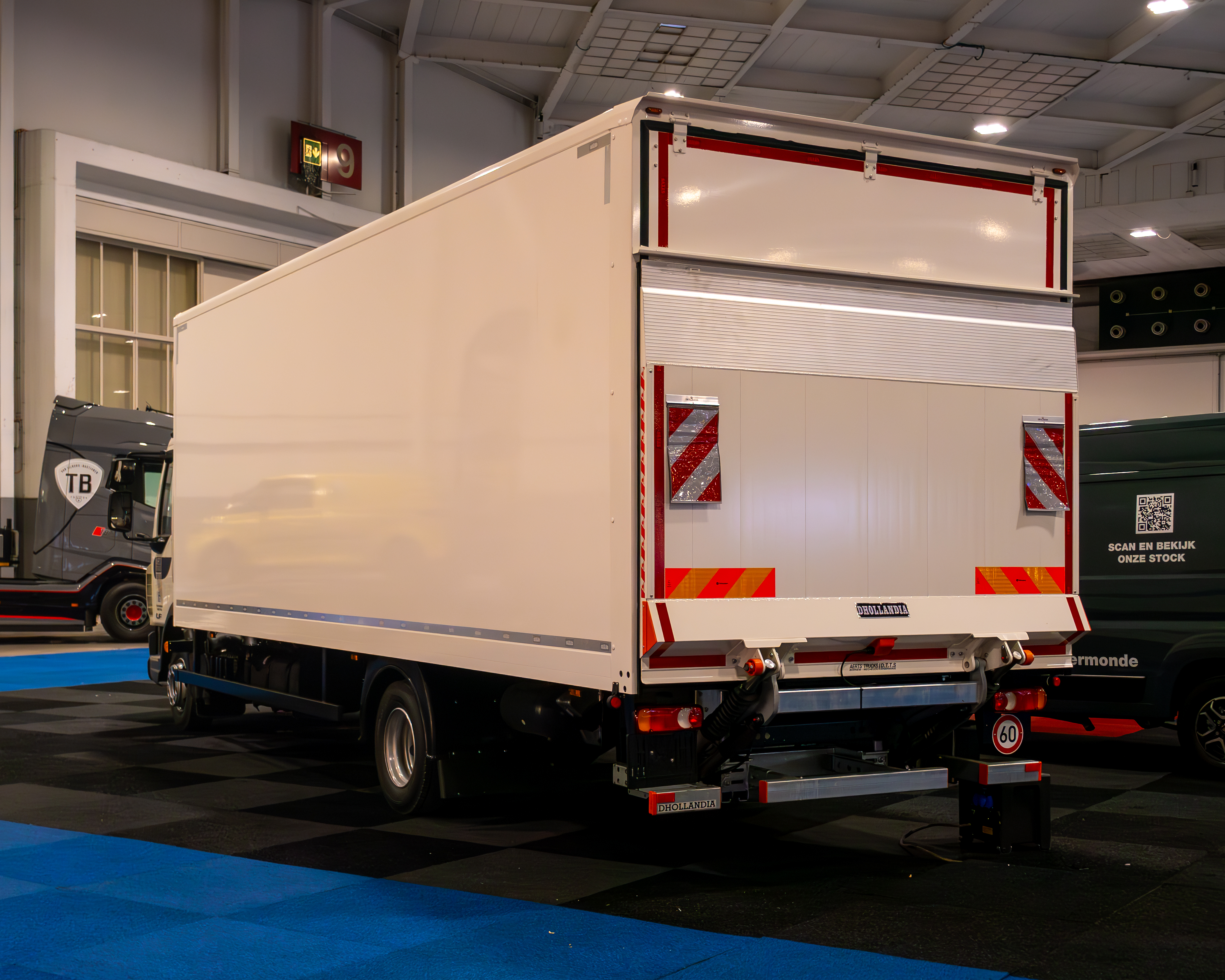
LKW mit Dhollandia-Ladebrücke

Dhollandia ist ein belgischer Hersteller und Vertreiber von hydraulischen Heckklappen und Hebebühnen zum Be- und Entladen von Fracht und Transportern, Sattelaufliegern und Anhängern. Das Unternehmen hat seinen Hauptsitz in Lokeren und ist weltweit tätig. Die deutsche Niederlassung hat ihren Sitz in Glinde.

## Geschichte
Dhollandia wurde 1968 als Familienunternehmen in Belsele von Omer Dhollander und seiner Frau Maria De Block gegründet. 1987 zog das Unternehmen nach Lokeren um. Im Laufe der Zeit entwickelte es sich zu einem der größten Hersteller von Ladebordwänden in Europa. Das Unternehmen produziert an mehreren Standorten jährlich mehr als 75.000 Ladebordwände und zwischen 1968 und 2012 insgesamt mehr als 1 Million Ladebordwände. Im Jahr 2001 übernahm Dhollandia zwei insolvente Konkurrenten, Solid und Trans Balans, beide mit Sitz in Turnhout. Seit Beginn des 21. Jahrhunderts liegt die Leitung des Unternehmens in den Händen von Dhollanders Kindern Nancy und Jan Dhollander.